# Sant Angeu (Puèi Domat)
Saint-Angel és un municipi francès situat al departament del Puèi Domat i a la regió d'Alvèrnia-Roine-Alps. L'any 2007 tenia 396 habitants.

## Demografia

### Població
El 2007 la població de fet de Saint-Angel era de 396 persones. Hi havia 164 famílies de les quals 52 eren unipersonals (32 homes vivint sols i 20 dones vivint soles), 60 parelles sense fills, 44 parelles amb fills i 8 famílies monoparentals amb fills.
La població ha evolucionat segons el següent gràfic:
Habitants censats

### Habitatges
El 2007 hi havia 244 habitatges, 174 eren l'habitatge principal de la família, 36 eren segones residències i 34 estaven desocupats. 228 eren cases i 10 eren apartaments. Dels 174 habitatges principals, 147 estaven ocupats pels seus propietaris, 24 estaven llogats i ocupats pels llogaters i 3 estaven cedits a títol gratuït; 7 tenien dues cambres, 27 en tenien tres, 54 en tenien quatre i 86 en tenien cinc o més. 113 habitatges disposaven pel capbaix d'una plaça de pàrquing. A 72 habitatges hi havia un automòbil i a 89 n'hi havia dos o més.

### Piràmide de població
La piràmide de població per edats i sexe el 2009 era:
| Homes | Edats   | Dones |
| ----- | ------- | ----- |
| 0     | 95 o +  | 0     |
| 0     | 90 a 94 | 0     |
| 0     | 85 a 89 | 0     |
| 0     | 80 a 84 | 0     |
| 20    | 75 a 79 | 4     |
| 12    | 70 a 74 | 4     |
| 20    | 65 a 69 | 24    |
| 8     | 60 a 64 | 12    |
| 0     | 55 a 59 | 8     |
| 4     | 50 a 54 | 4     |
| 24    | 45 a 49 | 12    |
| 20    | 40 a 44 | 24    |
| 12    | 35 a 39 | 16    |
| 4     | 30 a 34 | 8     |
| 8     | 25 a 29 | 4     |
| 4     | 20 a 24 | 16    |
| 16    | 15 a 19 | 32    |
| 24    | 10 a 14 | 24    |
| 8     | 5 a 9   | 8     |
| 12    | 0 a 4   | 4     |

## Economia
El 2007 la població en edat de treballar era de 257 persones, 179 eren actives i 78 eren inactives. De les 179 persones actives 161 estaven ocupades (91 homes i 70 dones) i 18 estaven aturades (4 homes i 14 dones). De les 78 persones inactives 36 estaven jubilades, 13 estaven estudiant i 29 estaven classificades com a «altres inactius».

### Ingressos
El 2009 a Saint-Angel hi havia 174 unitats fiscals que integraven 393 persones, la mediana anual d'ingressos fiscals per persona era de 16.810 €.

### Activitats econòmiques
Dels 9 establiments que hi havia el 2007, 5 eren d'empreses de construcció, 1 d'una empresa immobiliària, 1 d'una empresa de serveis i 2 d'entitats de l'administració pública.
Dels 3 establiments de servei als particulars que hi havia el 2009, 2 eren fusteries i 1 lampisteria.
L'any 2000 a Saint-Angel hi havia 19 explotacions agrícoles que ocupaven un total de 675 hectàrees.

## Equipaments sanitaris i escolars
El 2009 hi havia una escola elemental integrada dins d'un grup escolar amb les comunes properes formant una escola dispersa.

## Poblacions més properes
El següent diagrama mostra les poblacions més properes.